# Coccothrinax argentata
Coccothrinax argentata är en enhjärtbladig växtart som först beskrevs av Nikolaus Joseph von Jacquin, och fick sitt nu gällande namn av Liberty Hyde Bailey. Coccothrinax argentata ingår i släktet Coccothrinax och familjen Arecaceae. Inga underarter finns listade i Catalogue of Life.

## Bildgalleri

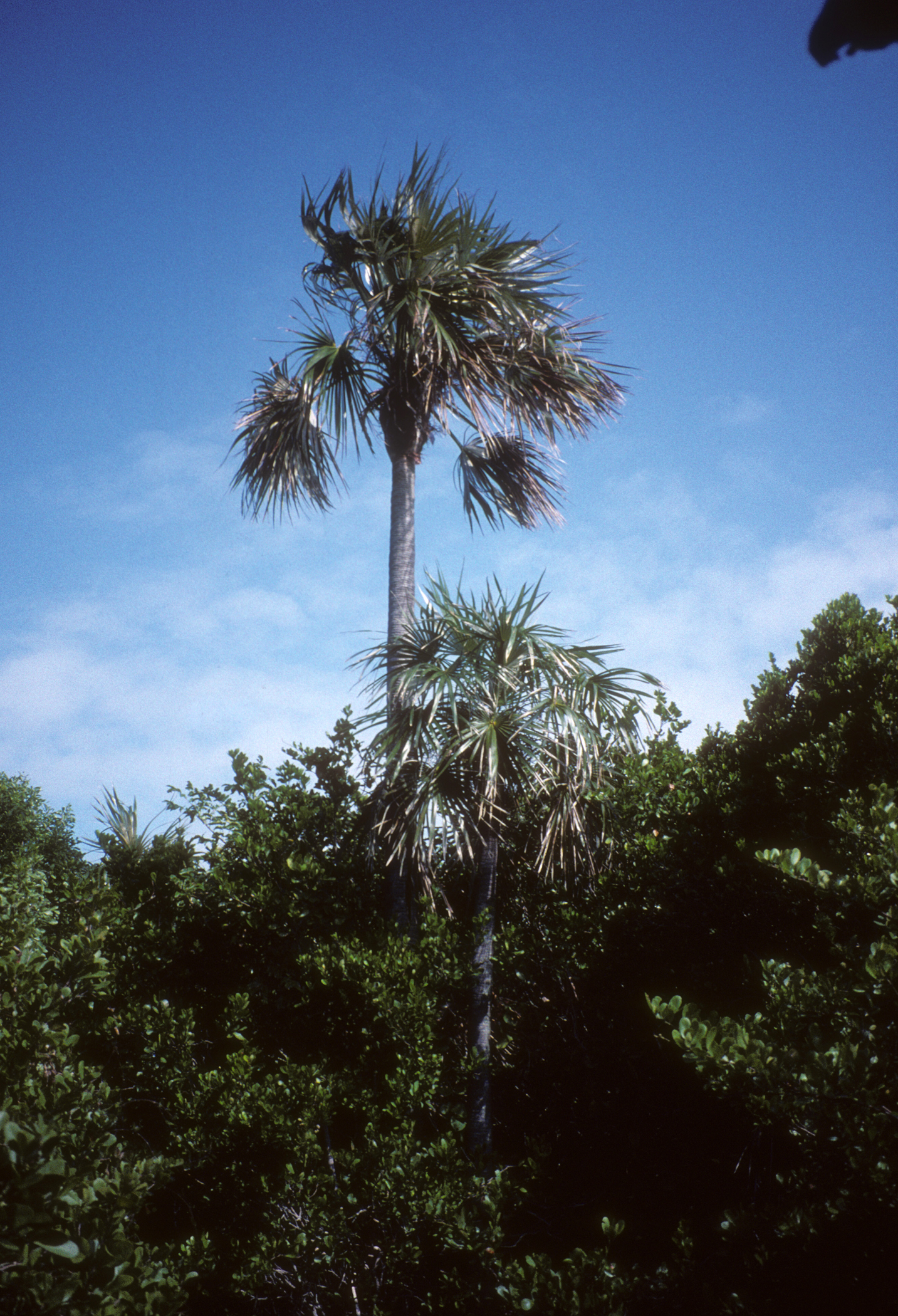
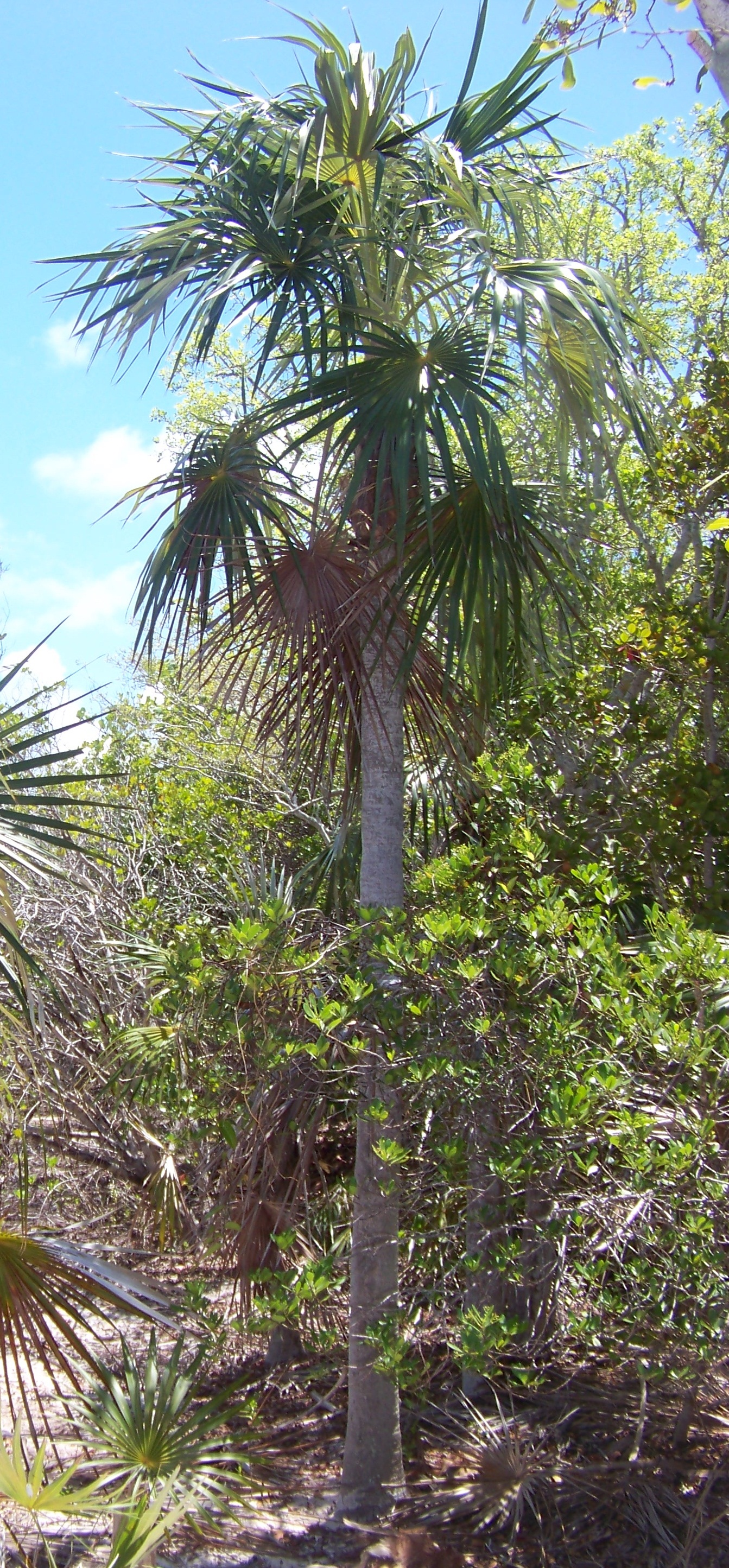